# Grytskäret
Grytskäret med Norkan, Högskärsörarna, Högskäret, Onikören, Långgrund, Trutören, Trutörskobbarna, Laxgrund, Norkbådan och Stångkobban är en ö i Finland. Den ligger i Bottenhavet och i kommunen Närpes i den ekonomiska regionen  Sydösterbotten i landskapet Österbotten, i den västra delen av landet. Ön ligger omkring 66 kilometer söder om Vasa och omkring 330 kilometer nordväst om Helsingfors.
Öns area är 8,06 kvadratkilometer och dess största längd är 5,7 kilometer i nord-sydlig riktning.

## Delöar och uddar
- Grytskäret 62°33′20″N 21°04′22″Ö / 62.55563°N 21.07266°Ö
- Norkan 62°32′08″N 21°04′39″Ö / 62.53551°N 21.07737°Ö
- Högskärsörarna 62°34′33″N 21°03′48″Ö / 62.57583°N 21.06321°Ö
- Högskäret 62°34′13″N 21°04′01″Ö / 62.57028°N 21.06682°Ö
- Onikören 62°32′41″N 21°04′49″Ö / 62.54479°N 21.08025°Ö
- Långgrund 62°32′26″N 21°03′16″Ö / 62.54046°N 21.05445°Ö
- Stånggrund 62°34′44″N 21°04′20″Ö / 62.57883°N 21.07209°Ö (udde)
- Trutören 62°33′54″N 21°03′39″Ö / 62.56487°N 21.06074°Ö
- Vrakudden 62°32′46″N 21°03′22″Ö / 62.54598°N 21.05617°Ö (udde)
- Vrångskatan 62°31′55″N 21°04′19″Ö / 62.532°N 21.07186°Ö (udde)
- Kalvskärsskatan 62°34′32″N 21°05′04″Ö / 62.57561°N 21.08434°Ö (udde)
- Trutörskobbarna 62°33′55″N 21°03′15″Ö / 62.56539°N 21.05415°Ö
- Kobban 62°33′18″N 21°03′18″Ö / 62.55508°N 21.05508°Ö (udde)
- Skomarsudden 62°32′29″N 21°04′24″Ö / 62.54127°N 21.07334°Ö (udde)
- Klacken 62°32′12″N 21°05′29″Ö / 62.53667°N 21.09126°Ö (udde)
- Laxgrund 62°31′59″N 21°05′24″Ö / 62.53315°N 21.09008°Ö
- Norkbådan 62°31′51″N 21°05′06″Ö / 62.53081°N 21.08508°Ö
- Stångkobban 62°34′45″N 21°04′28″Ö / 62.57911°N 21.0744°Ö